# 2016
Il 2016 (MMXVI in numeri romani) è un anno bisestile del XXI secolo.

## Eventi

### Gennaio
- 1º gennaio:
  - I Paesi Bassi assumono la presidenza di turno dell'Unione Europea.
  - La fisica italiana Fabiola Gianotti assume l'incarico di direttrice del CERN di Ginevra.
- 2 gennaio: in Arabia Saudita vengono giustiziati 47 detenuti, colpevoli secondo la giustizia saudita di aver progettato e compiuto attentati terroristici contro civili. Tra i giustiziati molti sciiti; questo atto provoca l'interruzione delle relazioni diplomatiche intercorse fra il paese saudita e l'Iran.
- 4 gennaio: la casa automobilistica Ferrari fa ingresso in Piazza Affari alla Borsa di Milano con il proprio titolo azionario.
- 6 gennaio: la Corea del Nord compie un esperimento nucleare con la bomba all'idrogeno. Il test provoca contemporaneamente un sisma di magnitudo 5.1, suscitando forti condanne e perplessità da parte della comunità internazionale.
- 7 gennaio: secondo turno delle elezioni parlamentari a Kiribati.
- 8 gennaio: viene arrestato nuovamente il trafficante di droga Joaquín Guzmán (soprannominato "El Chapo") dopo la sua seconda fuga da un carcere di massima sicurezza.
- 11 gennaio: l'argentino Lionel Messi si aggiudica la quinta edizione del Pallone d'oro FIFA.
- 12 gennaio: a Istanbul un kamikaze saudita dell'ISIS si fa esplodere in un attacco terroristico che causa 10 morti e 15 feriti.
- 16 gennaio:
  - Elezioni generali a Taiwan.
  - L'Agenzia internazionale per l'energia atomica annuncia che l'Iran ha adeguatamente smantellato il suo programma di armi nucleari, permettendo alle Nazioni Unite di rimuovere subito le sanzioni.
- 19 gennaio: in Libia è costituito e formato dopo una serie di trattative un governo unico, nell'attesa che i due Parlamenti di Tripoli e Tobruk lo approvino in via definitiva.
- 22 gennaio: Elezioni parlamentari a Vanuatu.
- 24 gennaio: Elezioni presidenziali in Portogallo.
- 27 gennaio: Elezioni presidenziali nelle Isole Marshall.
- 28 gennaio: L'OMS annuncia lo scoppio dell'epidemia del virus Zika.
- 31 gennaio: un triplice attentato scuote la città di Damasco in Siria: 60 vittime e oltre 100 feriti. Gli attentati, rivendicati dall'ISIS, sono causati da un'autobomba e da due kamikaze esplosi in aria.

### Febbraio
- 3 febbraio: viene scoperto in Egitto l'omicidio di Giulio Regeni, ricercatore italiano rapito il precedente 25 gennaio.
- 11 febbraio: negli Stati Uniti e in contemporanea a Pisa viene annunciata la scoperta delle onde gravitazionali.
- 12 febbraio: a Cuba viene firmata la dichiarazione comune di papa Francesco e del patriarca Kirill di Mosca e di tutta la Russia, dopo il primo incontro tra un papa e un patriarca di Mosca successivo al Grande Scisma del 1054.
- 14 febbraio: Secondo turno delle elezioni presidenziali nella Repubblica Centrafricana.
- 18 febbraio: elezioni generali in Uganda.
- 21 febbraio: 
  - Referendum costituzionale in Bolivia.
  - Centenario della battaglia di Verdun.
- 25 febbraio: elezioni parlamentari in Giamaica.
- 26 febbraio:
  - Elezioni generali in Irlanda.
  - Elezioni parlamentari in Iran.
  - Elezioni presidenziali in Kosovo.
  - Gianni Infantino è eletto nuovo presidente FIFA.
- 28 febbraio:
  - Elezioni presidenziali in Benin.
  - Referendum costituzionale in Svizzera.

### Marzo
- 4 marzo: elezioni generali a Samoa.
- 5 marzo: elezioni parlamentari in Slovacchia.
- 8 marzo: vertice Italia-Francia a Venezia.
- 9 marzo:
  - Eclissi solare totale visibile in Indonesia.
  - Elezioni presidenziali a Kiribati.
  - AlphaGo contro Lee Se-dol: AlphaGo è il primo software per giocare a go in grado di vincere contro un campione umano (il coreano Lee Se-dol), senza handicap e su un tavoliere di dimensioni normali.
- 15 marzo: elezioni presidenziali in Myanmar.
- 20 marzo:
  - Elezioni parlamentari a Capo Verde.
  - Elezioni parlamentari in Kazakistan.
  - Elezioni parlamentari in Laos.
  - Elezioni presidenziali nella Repubblica del Congo.
  - Secondo turno delle elezioni presidenziali in Benin.
  - Secondo turno delle elezioni presidenziali in Niger.
  - Referendum costituzionale in Senegal.
- 21 marzo: il presidente degli Stati Uniti d'America Barack Obama realizza una storica visita a Cuba: l'ultimo presidente statunitense a visitare l'isola fu Calvin Coolidge nel 1928.
- 22 marzo: gli attentati a Bruxelles causano 34 morti e 300 feriti.
- 24 marzo: Radovan Karadžić viene condannato a 40 anni di carcere per crimini con l'umanità commessi nel massacro di Srebrenica e nell'assedio di Sarajevo.

### Aprile
- 2 aprile: elezioni presidenziali in Vietnam.
- 3 aprile: scandalo dei Panama Papers.
- 6 aprile: referendum nei Paesi Bassi.
- 8 aprile: elezioni presidenziali in Gibuti.
- 10 aprile:
  - Elezioni presidenziali in Ciad.
  - Elezioni generali in Perù.
  - Secondo turno delle elezioni presidenziali nelle Comore.
- 13 aprile:
  - Elezioni parlamentari in Corea del Sud.
  - Elezioni parlamentari in Siria.
- 16 aprile: un terremoto di magnitudo 7,8 colpisce l'Ecuador.
- 17 aprile: referendum abrogativo in Italia.
- 18 aprile: cerimonia per il Premio Pulitzer 2016.[1]
- 20 aprile: elezioni presidenziali in Laos.
- 24 aprile:
  - Elezioni parlamentari in Serbia.
  - Elezioni presidenziali in Guinea Equatoriale.
  - Secondo turno delle elezioni presidenziali ad Haiti.
- 25 aprile: elezioni senatoriali in Irlanda.
- 29 aprile: secondo turno delle elezioni parlamentari in Iran.

### Maggio
- 1º maggio: in Canada una serie di violenti incendi colpisce la zona di Fort McMurray in Alberta, estendendosi per oltre 505.000 ettari di terreno, 2.400 edifici vengono distrutti dalle fiamme e 100.000 persone costrette ad evacuare.
- 5 maggio:
  - Elezioni parlamentari in Galles.
  - Elezioni parlamentari in Irlanda del Nord.
  - Elezioni parlamentari in Scozia.
- 9 maggio:
  - Transito di Mercurio.
  - Filippine: Elezioni presidenziali e parlamentari.
- 10-14 maggio: la 61ª edizione dell'Eurovision Song Contest si tiene a Stoccolma, Svezia; vince l'Ucraina.
- 12 maggio – Brasile: la presidente Dilma Rousseff viene sospesa dalle funzioni di governo per impeachment.[2]
- 15 maggio: elezioni generali nella Repubblica Dominicana.
- 19 maggio: un airbus dell'Egyptair precipita nel mar Egeo, al largo della Grecia. Era partito da Parigi e diretto a Il Cairo.
- 20 maggio: in Italia viene approvata la legge Cirinnà per le unioni civili dello stesso sesso.
- 22 maggio:
  - Inizio delle elezioni presidenziali in Austria.
  - Elezioni parlamentari a Cipro.
  - Elezioni parlamentari in Vietnam.
  - Referendum costituzionale in Tagikistan.
- 23 maggio: fine delle elezioni presidenziali in Austria.
- 26-27 maggio: 42° vertice del G7 a Shima in Giappone.

### Giugno
- 1º giugno: inaugurazione della galleria di base del San Gottardo, il tunnel ferroviario ad alta velocità più lungo del mondo.
- 2 giugno: 70º anniversario della Repubblica Italiana.
- 5 giugno: referendum in Svizzera.
- 7 giugno: Hillary Clinton diviene la prima donna candidata alla Presidenza degli Stati Uniti d'America.
- 9 giugno: Bhumibol Adulyadej, meglio conosciuto come Rama IX, sovrano della Thailandia, salito al trono 70 anni prima festeggia il suo Giubileo di platino.
- 12 giugno: una strage in un locale gay di Orlando, rivendicata dall'ISIS, provoca 50 morti e 53 feriti.
- 16 giugno: viene assassinata la deputata britannica Jo Cox che si era dichiarata apertamente contro la Brexit in vista del referendum britannico sull'UE del 23 giugno seguente.
- 16-27 giugno: Concilio pan-ortodosso a Kolymvari, Grecia.
- 23 giugno: referendum sulla permanenza del Regno Unito nell'Unione europea.
- 25 giugno: elezioni presidenziali in Islanda.
- 26 giugno: elezioni generali anticipate in Spagna.
- 28 giugno: un attentato terroristico all'aeroporto di Istanbul provoca 42 morti.
- 29 giugno: elezioni generali in Mongolia.

### Luglio
- 1º luglio:
  - La Slovacchia assume la presidenza di turno dell'Unione Europea.
  - Un commando di terroristi islamici fa irruzione nel ristorante "Holey Artisan Bakery" a Dacca, in Bangladesh, uccidendo 20 persone tenute in ostaggio.
- 2 luglio: elezioni parlamentari in Australia.
- 3 luglio: un'autobomba kamikaze dell'ISIS esplode a Baghdad, in Iraq, nei pressi di un locale e un centro commerciale, provocando la morte di almeno 125 persone e oltre 150 feriti.
- 5 luglio: la sonda spaziale Juno sviluppata dalla NASA entra nell'orbita di Giove.
- 9 luglio: elezioni parlamentari a Nauru.
- 10 luglio: elezioni parlamentari in Giappone.
- 12 luglio: un Incidente ferroviario tra Andria e Corato, in Puglia, causa 23 morti e più di 50 feriti.
- 13 luglio: nel Regno Unito, Theresa May assume l'incarico di primo ministro al posto del dimissionario David Cameron.
- 14 luglio: una strage terroristica a Nizza, rivendicata dall'ISIS, causa 85 morti e oltre 200 feriti.
- 15 luglio: tentativo di colpo di Stato in Turchia.
- 17 luglio: elezioni presidenziali a São Tomé e Príncipe.
- 22 luglio: un attentato in un centro commerciale di Monaco di Baviera provoca 9 morti e 35 feriti.
- 26 luglio – 31 luglio: a Cracovia (Polonia) ha luogo la XXXI Giornata Mondiale della Gioventù, presieduta da Papa Francesco.

### Agosto
- 7 agosto: referendum costituzionale in Thailandia.
- 11 agosto: elezioni generali in Zambia.
- 24 agosto: una forte scossa di terremoto di magnitudo 6,0 della scala Richter colpisce il Centro Italia con epicentro tra Amatrice, Accumoli e Arquata del Tronto, dove causa la morte di 299 persone.
- 28 agosto: elezioni presidenziali in Gabon.
- 30 agosto: elezioni presidenziali in Estonia.
- 31 agosto – Brasile: la presidente Dilma Rousseff viene destituita per impeachment a seguito del voto in Senato.[3]

### Settembre
- 4 settembre: Canonizzazione di Madre Teresa di Calcutta.
- 11 settembre:
  - Elezioni parlamentari in Bielorussia.
  - Elezioni parlamentari in Croazia.
- 18 settembre:
  - Elezioni presidenziali in Cecenia.
  - Elezioni parlamentari in Russia.
- 22 settembre: elezioni presidenziali nell'Isola di Man.
- 25 settembre:
  - 57ª Giornata Mondiale del Sordo.
  - Referendum in Svizzera.

### Ottobre
- 2 ottobre:
  - Elezioni presidenziali a Capo Verde.
  - Referendum in Colombia.
  - Referendum in Ungheria.
- 7 ottobre:
  - Elezioni parlamentari in Marocco.
  - Primo turno delle elezioni parlamentari in Repubblica Ceca.
- 8 ottobre: elezioni parlamentari in Georgia.
- 9 ottobre:
  - Elezioni parlamentari in Lituania.
  - Primo turno delle elezioni presidenziali ad Haiti.
- 15 ottobre: elezioni parlamentari in Afghanistan.
- 16 ottobre: 
  - elezioni parlamentari in Montenegro.
  - Inizia la Battaglia di Mosul (2016-2017).
- 23 ottobre: inizio delle elezioni parlamentari in Somalia.
- 26 ottobre: terremoto di magnitudo 5,9 della scala Richter nel Centro Italia con epicentro tra Castelsantangelo sul Nera, Visso e Ussita.
- 29 ottobre: elezioni parlamentari in Islanda.
- 30 ottobre:
  - Terremoto di magnitudo 6,5 della scala Richter nel Centro Italia con epicentro tra Norcia e Preci.
  - Elezioni presidenziali in Moldavia.
- 31 ottobre: elezioni presidenziali in Libano.

### Novembre
- 6 novembre:
  - Elezioni presidenziali in Bulgaria.
  - Elezioni generali in Nicaragua.
- 8 novembre: elezioni presidenziali negli Stati Uniti d'America: vince Donald Trump.
- 10 novembre: fine delle elezioni parlamentari in Somalia.
- 20 novembre:
  - Chiusura del Giubileo straordinario della misericordia in Vaticano.
  - Primo turno delle elezioni presidenziali ad Haiti.
  - La Georgia vince lo Junior Eurovision Song Contest, tenutosi a La Valletta, Malta.
- 28 novembre: il volo LaMia 2933, partito dall'aeroporto Viru Viru di Santa Cruz de la Sierra (Bolivia) e diretto a Medellín, precipita sul fianco di una montagna a La Unión causando 71 vittime, tra cui numerosi giocatori della squadra di calcio brasiliana Chapecoense.

### Dicembre
- 1º dicembre: elezioni presidenziali in Gambia.
- 4 dicembre: 
  - Elezioni presidenziali in Uzbekistan.
  - Referendum costituzionale in Italia del 2016.
  - Ripetizione del secondo turno delle elezioni presidenziali in Austria.
- 7 dicembre:
  - Elezioni generali in Ghana.
  - Elezioni presidenziali in Svizzera.
  - Il presidente del Consiglio Matteo Renzi rassegna le dimissioni nelle mani del presidente della Repubblica Sergio Mattarella in seguito alla sconfitta nel referendum del 4 dicembre.
- 10 dicembre: Un'autobomba e un kamikaze curdo esplodono vicino allo Stadio BJK İnönü di Istanbul dopo una partita.
- 11 dicembre:
  - Elezioni parlamentari in Macedonia.
  - Elezioni parlamentari in Romania.
  - Attentato contro una chiesa copta al Cairo.
- 12 dicembre: Paolo Gentiloni assume l'incarico di presidente del Consiglio dei ministri.
- 18 dicembre: elezioni parlamentari in Costa d'Avorio.
- 19 dicembre: attentato terroristico a Berlino in un mercatino di Natale, rivendicato dallo Stato Islamico.
- 22 dicembre: l'autostrada Salerno-Reggio Calabria viene completata e ridenominata autostrada del Mediterraneo.
- 28 dicembre: elezioni presidenziali in Somalia.

## Nati
- 5 febbraio - Jigme Namgyel Wangchuck, bhutanese
- 2 marzo - Oscar di Svezia, principe svedese

## Morti
Ci sono circa 2 160 voci su persone morte nel 2016; vedi la pagina Morti nel 2016 per un elenco descrittivo o la categoria Morti nel 2016 per un indice alfabetico.

## Calendario
| Calendario 2016 | Calendario 2016 | Calendario 2016 | Calendario 2016 | Calendario 2016 | Calendario 2016 | Calendario 2016 | Calendario 2016 | Calendario 2016 | Calendario 2016 | Calendario 2016 | Calendario 2016 | Calendario 2016 | Calendario 2016 | Calendario 2016 | Calendario 2016 | Calendario 2016 | Calendario 2016 | Calendario 2016 | Calendario 2016 | Calendario 2016 | Calendario 2016 | Calendario 2016 | Calendario 2016 | Calendario 2016 | Calendario 2016 | Calendario 2016 | Calendario 2016 | Calendario 2016 | Calendario 2016 | Calendario 2016 | Calendario 2016 | Calendario 2016 |
| --------------- | --------------- | --------------- | --------------- | --------------- | --------------- | --------------- | --------------- | --------------- | --------------- | --------------- | --------------- | --------------- | --------------- | --------------- | --------------- | --------------- | --------------- | --------------- | --------------- | --------------- | --------------- | --------------- | --------------- | --------------- | --------------- | --------------- | --------------- | --------------- | --------------- | --------------- | --------------- | --------------- |
|                 | 1               | 2               | 3               | 4               | 5               | 6               | 7               | 8               | 9               | 10              | 11              | 12              | 13              | 14              | 15              | 16              | 17              | 18              | 19              | 20              | 21              | 22              | 23              | 24              | 25              | 26              | 27              | 28              | 29              | 30              | 31              |                 |
| Gennaio         | Ve              | Sa              | Do              | Lu              | Ma              | Me              | Gi              | Ve              | Sa              | Do              | Lu              | Ma              | Me              | Gi              | Ve              | Sa              | Do              | Lu              | Ma              | Me              | Gi              | Ve              | Sa              | Do              | Lu              | Ma              | Me              | Gi              | Ve              | Sa              | Do              |                 |
| Febbraio        | Lu              | Ma              | Me              | Gi              | Ve              | Sa              | Do              | Lu              | Ma              | Me              | Gi              | Ve              | Sa              | Do              | Lu              | Ma              | Me              | Gi              | Ve              | Sa              | Do              | Lu              | Ma              | Me              | Gi              | Ve              | Sa              | Do              | Lu              |                 |                 |                 |
| Marzo           | Ma              | Me              | Gi              | Ve              | Sa              | Do              | Lu              | Ma              | Me              | Gi              | Ve              | Sa              | Do              | Lu              | Ma              | Me              | Gi              | Ve              | Sa              | Do              | Lu              | Ma              | Me              | Gi              | Ve              | Sa              | Do              | Lu              | Ma              | Me              | Gi              |                 |
| Aprile          | Ve              | Sa              | Do              | Lu              | Ma              | Me              | Gi              | Ve              | Sa              | Do              | Lu              | Ma              | Me              | Gi              | Ve              | Sa              | Do              | Lu              | Ma              | Me              | Gi              | Ve              | Sa              | Do              | Lu              | Ma              | Me              | Gi              | Ve              | Sa              |                 |                 |
| Maggio          | Do              | Lu              | Ma              | Me              | Gi              | Ve              | Sa              | Do              | Lu              | Ma              | Me              | Gi              | Ve              | Sa              | Do              | Lu              | Ma              | Me              | Gi              | Ve              | Sa              | Do              | Lu              | Ma              | Me              | Gi              | Ve              | Sa              | Do              | Lu              | Ma              |                 |
| Giugno          | Me              | Gi              | Ve              | Sa              | Do              | Lu              | Ma              | Me              | Gi              | Ve              | Sa              | Do              | Lu              | Ma              | Me              | Gi              | Ve              | Sa              | Do              | Lu              | Ma              | Me              | Gi              | Ve              | Sa              | Do              | Lu              | Ma              | Me              | Gi              |                 |                 |
| Luglio          | Ve              | Sa              | Do              | Lu              | Ma              | Me              | Gi              | Ve              | Sa              | Do              | Lu              | Ma              | Me              | Gi              | Ve              | Sa              | Do              | Lu              | Ma              | Me              | Gi              | Ve              | Sa              | Do              | Lu              | Ma              | Me              | Gi              | Ve              | Sa              | Do              |                 |
| Agosto          | Lu              | Ma              | Me              | Gi              | Ve              | Sa              | Do              | Lu              | Ma              | Me              | Gi              | Ve              | Sa              | Do              | Lu              | Ma              | Me              | Gi              | Ve              | Sa              | Do              | Lu              | Ma              | Me              | Gi              | Ve              | Sa              | Do              | Lu              | Ma              | Me              |                 |
| Settembre       | Gi              | Ve              | Sa              | Do              | Lu              | Ma              | Me              | Gi              | Ve              | Sa              | Do              | Lu              | Ma              | Me              | Gi              | Ve              | Sa              | Do              | Lu              | Ma              | Me              | Gi              | Ve              | Sa              | Do              | Lu              | Ma              | Me              | Gi              | Ve              |                 |                 |
| Ottobre         | Sa              | Do              | Lu              | Ma              | Me              | Gi              | Ve              | Sa              | Do              | Lu              | Ma              | Me              | Gi              | Ve              | Sa              | Do              | Lu              | Ma              | Me              | Gi              | Ve              | Sa              | Do              | Lu              | Ma              | Me              | Gi              | Ve              | Sa              | Do              | Lu              |                 |
| Novembre        | Ma              | Me              | Gi              | Ve              | Sa              | Do              | Lu              | Ma              | Me              | Gi              | Ve              | Sa              | Do              | Lu              | Ma              | Me              | Gi              | Ve              | Sa              | Do              | Lu              | Ma              | Me              | Gi              | Ve              | Sa              | Do              | Lu              | Ma              | Me              |                 |                 |
| Dicembre        | Gi              | Ve              | Sa              | Do              | Lu              | Ma              | Me              | Gi              | Ve              | Sa              | Do              | Lu              | Ma              | Me              | Gi              | Ve              | Sa              | Do              | Lu              | Ma              | Me              | Gi              | Ve              | Sa              | Do              | Lu              | Ma              | Me              | Gi              | Ve              | Sa              |                 |

## Premi Nobel
In quest'anno sono stati conferiti i seguenti Premi Nobel:
- per la Medicina: Yoshinori Ohsumi
- per la Fisica: Duncan Haldane, John Michael Kosterlitz, David Thouless
- per la Chimica: Jean-Pierre Sauvage, J. Fraser Stoddart, Ben Feringa.
- per la Letteratura: Bob Dylan
- per la Pace: Juan Manuel Santos
- per l'Economia: Oliver Hart, Bengt Holmström

## Sport
- giugno - luglio: Europei di calcio in Francia: vince il Portogallo battendo i padroni di casa 1-0 ai tempi supplementari in finale.
- luglio - agosto: Giochi della XXXI Olimpiade a Rio de Janeiro, in Brasile.